# Long take
Een long take is een ononderbroken shot in een film (of televisieserie), die duidelijk langer duurt dan een gemiddeld shot in dezelfde film of films in het algemeen. Een long take duurt soms wel minutenlang.

## Bekende longtakes
De Russische film Russian Ark bestaat volledig uit 1 shot, van ongeveer 90 minuten. De film Utøya 22. juli werd 5 keer opgenomen in 1 shot, waarvan 1 gebruikt werd. De film Timecode bestaat uit vier longtakes die de hele film duren, die in een split screen worden getoond.
Films als Before Sunset, Rope, Elephant en Irreversible bestaan uit een serie verschillende longtakes. De Hongaarse film Sátántangó duurt 7,5 uur maar heeft desondanks minder dan 200 shots, een gemiddelde van bijna twee-en-halve minuut per shot.
Binnen een film met een 'normale' montage kunnen ook longtakes zitten, die op die manier extra opvallen. Enkele voorbeelden hiervan zijn Goodfellas, Touch of Evil, Hard Boiled en Children of Men.
Regisseurs die vaak longtakes gebruiken zijn Alfred Hitchcock, Brian DePalma, Paul Thomas Anderson en Quentin Tarantino

## Opmerkelijke longtakes
- Citizen Kane: Orson Welles introduceerde met deze film de long-take.
- Poseidon: de intro van de film bestaat uit één long-take. Deze intro is tevens de langste ononderbroken intro ooit in een film[bron?].
- Atonement: een zeven minuten durend shot dat drie personages over een strand in Duinkerken tijdens de Tweede Wereldoorlog volgt tijdens een lange wandeling tussen soldaten, boten, paarden en verlaten kermisattracties
- The Bonfire of the Vanities: de openingsscène bestaat uit een longtake met een bewegende camera
- Boogie Nights: een lang shot dat van buiten een discotheek naar binnen gaat en veel van de personages introduceert
- Breaking News: actiefilm uit Hong Kong met een openingsshot van ongeveer 7 minuten
- Children of Men: een lang shot ongeveer op een derde van de film waar belangrijke personages (onder andere Clive Owen en Julianne Moore) in een auto zitten
- Goodfellas: Ray Liotta en Lorraine Bracco lopen samen een nachtclub binnen, terwijl de camera hen door de gangen van het gebouw naar de hoofdzaal volgt
- Hard Boiled: een shot van twee-en-halve minuut waarin Chow Yun-Fat en Tony Leung worden gevolgd terwijl ze al schietend van de ene verdieping in een ziekenhuis naar een andere gaan, inclusief een tripje met de lift
- Reservoir Dogs: de scène waarin Michael Madsen naar z'n auto loopt om benzine te halen
- The Player: begint met een shot van 7 minuten en 47 seconden. Er waren 15 takes nodig.
- Snake Eyes: de twee openingshots duren bij elkaar ongeveer 20 minuten, waarvan het eerste een kwartier duurt.
- War of the Worlds: een shot van een auto die de stad ontvlucht, waarbij de camera in, uit en om de rijdende auto beweegt
- Hunger: een shot van 17 minuten waarbij de camera niet beweegt